# Ambassadeur des États-Unis en France
Le poste d'ambassadeur des États-Unis en France, créé en tant qu'émissaire du premier Congrès continental durant la guerre d'indépendance des États-Unis, existe depuis 1776. L'ambassade des États-Unis en France fut d'ailleurs la première mission diplomatique américaine et plusieurs des « pères fondateurs » de la République furent parmi ses premiers représentants : Benjamin Franklin, John Adams, Thomas Jefferson ou James Monroe, ces trois derniers étant devenus par la suite présidents des États-Unis. Elle est encore aujourd'hui l'une des plus importantes, sept postes y étant rattachés, et l'ambassade représentant plus de cinquante administrations et autorités fédérales.
Les relations diplomatiques entre les deux pays se sont maintenues depuis sans interruption, y compris durant les changements de régime français (les cinq républiques françaises, les deux Empires, la Restauration, la monarchie des Bourbon et la monarchie de Juillet), sauf entre novembre 1942 et octobre 1944. 
Après la création du gouvernement de Vichy (vote des pleins pouvoirs au maréchal Pétain le 10 juillet 1940), les États-Unis reconnaissent ce gouvernement. 
Les États-Unis ne prendront aucune attache officielle et reconnaissance avec les structures placées sous le commandement du général de Gaulle de 1940 à 1944. Le rétablissement des relations diplomatiques entre la France et les États-Unis a lieu le 23 octobre 1944.  
Entre le 8 novembre 1942 (à la suite de l'opération Torch) et le 23 octobre 1944, les relations diplomatiques avec Vichy sont inexistantes. Le 23 octobre 1944, la  présentation des lettres de créance du nouvel ambassadeur des États-Unis en France, Jefferson Caffery, a lieu auprès du général de Gaulle, alors président du gouvernement provisoire de la République française.
Initialement basée dans le 16e arrondissement de Paris, l'ambassade des États-Unis est située depuis sa construction en 1932 place de la Concorde. La résidence officielle de l'ambassadeur est l'hôtel de Pontalba situé à proximité, rue du Faubourg-Saint-Honoré, dans le 8e arrondissement.

## Liste des ambassadeurs des États-Unis en France

### Émissaires duCongrès américaindurant la guerre d'indépendance
- Benjamin Franklin, Arthur Lee, Silas Deane (remplacé par John Adams en 1778) (1776-1779)

### Ministres plénipotentiairesdes États-Unis en France
- Benjamin Franklin (1779-1785)
- Thomas Jefferson (1785-1789)
- William Short (1790-1792)
- Gouverneur Morris (1792-1794)
- James Monroe (1794-1796)
- Charles Cotesworth Pinckney (1796-1797)
- Robert R. Livingston (1801-1804)
- John Armstrong (1804-1810)
- Joel Barlow (1811-1812)
- William Harris Crawford (1813-1815)
- Albert Gallatin (1816-1823)
- James Brown (1824-1829)
- William Cabell Rives (1829-1832)
- Edward Livingston (1833-1835)
- Lewis Cass (1836-1842)
- William Rufus DeVane King (1844-1846)
- Richard Rush (1847-1849)
- William Cabell Rives (1849-1853)
- John Young Mason (1853-1859)
- Charles James Faulkner (1860-1861)
- William Lewis Dayton (1861-1864)
- John Bigelow (1865-1866)
- John Adams Dix (1866-1869)
- Elihu B. Washburne (1869-1877)
- Edward Follansbee Noyes (1877-1881)
- Levi Morton (1881-1885)
- Robert Milligan McLane (1885-1889)
- Whitelaw Reid (1889-1892)
- T. Jefferson Coolidge (en) (1892-1893)

### Ambassadeursplénipotentiaires des États-Unis en France
- James Biddle Eustis (1893-1897)
- Horace Porter (1897-1905)
- Robert Sanderson McCormick (1905-1907)
- Henry White (1907-1909)
- Robert Bacon (1909-1912)
- Myron Timothy Herrick (1912-1914)
- William Graves Sharp (1914-1919)
- Hugh Campbell Wallace (1919-1921)
- Myron Timothy Herrick (1921-1929)
- Walter Evans Edge (1929-1933)
- Jesse I. Straus (1933-1936)
- William C. Bullitt (1936-1940)
- William D. Leahy (1941-1942)
  - Leahy ayant été rappelé en mai 1942, l'ambassade des États-Unis fut alors placée sous la direction de Somerville Pinkney Tuck, ayant le grade et la fonction de chargé d'affaires, jusqu'au 8 novembre 1942, date de suspension des relations diplomatiques entre les deux pays, à la suite du débarquement des forces armées des États-Unis en Afrique du Nord.
- Jefferson Caffery (1944-1949)
- David K. E. Bruce (1949[JO 1]-1952)
- James Clement Dunn (1952[JO 2]-1953)
- Douglas Dillon (1953[JO 3]-1957)
- Amory Houghton (1957[JO 4]-1961)
- James M. Gavin (1961[JO 5]-1962)
- Charles E. Bohlen (1962[JO 6]-1968)
- Sargent Shriver (1968[JO 7]-1970)
- Arthur K. Watson (1970[JO 8]-1972)
- John N. Irwin, II (1973[JO 9]-1974)
- Kenneth Rush (1974[JO 10]-1977)
- Arthur A. Hartman (1977[JO 11]-1981)
- Evan Griffith Galbraith (1981[JO 12]-1985)
- Joe M. Rodgers (1985-1989)
- Walter Curley (1989-1993)
- Pamela Harriman (1993[JO 13]-1997)
- Felix Rohatyn (1997[JO 14]-2000)
- Howard H. Leach (2000[JO 15]-2005)
- Craig Roberts Stapleton (2005[JO 16]-2009)
- Charles Rivkin (2009[JO 17]- 2013[3])
  - Mark A. Taplin (2013-2014), chargé d'affaires ad interim
- Jane D. Hartley (2014-2017[JO 18])
- Jamie McCourt (2017-2021[JO 19])
- Denise Bauer (2022-2025[JO 20])
- Charles Kushner (depuis 2025)[4]